# Milkit
MilkIt — український рок-гурт створений 19 травня 2009 року у Вінниці, що виконує музику в стилі alternative rock.

## Створення гурту
Дениса здавна привалювала музика і саме після знайомства з Юрою у Вінницькому аграрному університеті їм вдалося створити рок-гурт. Саме тут було місце і апаратура для репетицій.
Одного разу в інтернеті, Денис побачив повідомлення Артема: «граю на басу, гітарі і трохи на барабанах, візьміть в групу». Не зволікаючи, він з ним зв'язався. Приблизно в цей самий час, один із знайомих проговорився, що знає барабанщика, який вже майже рік ніде не грає, але дуже хоче грати. Так він познайомився із Сергієм.

## Склад гурту
- Токарчук Денис — вокал, гітара, тексти
- Попик Артем — бас-гітара
- Данильченко Сергій — Барабани

## Колишні учасники
- Юрій Кобзаренко

## Студійні альбоми
- MilkIt — Amsterdam (2009)

## Фестивалі за участю гурту
- 2009-2016 - Млиноманія (м. Вінницька обл.)
- 2011 - РЕСПУБЛІКА (м. Кам'янець-Подільський, Хмельницький)
- 2014 - Файне місто (м. Тернопіль)

## Відеокліпи
- Без істерик
- MilkIt — Відрада Live

## Сингли
- MilkIt — Моя свобода (Сингл) (2017)
- MilkIt — Падають зірки (Сингл) (2017)